# Slowakije op de Olympische Zomerspelen 2000
Slowakije nam deel aan de Olympische Zomerspelen 2000 in Sydney, Australië. Het was de tweede deelname voor het Midden-Europese land. Slowakije verbeterde zich ten opzichte van de vorige editie in Atlanta, Georgia, toen in totaal drie medailles werden gewonnen: één goud, één zilver en één brons.

## Medailleoverzicht
| Sport     | Olympiër                              | Onderdeel            | Medaille |
| --------- | ------------------------------------- | -------------------- | -------- |
| Kanovaren | Pavol Hochschorner Peter Hochschorner | C-2 slalom (m)       | Goud     |
| Kanovaren | Slavomír Kňazovický                   | C-1 slalom (m)       | Zilver   |
| Zwemmen   | Martina Moravcová                     | 200m vrije slag (v)  | Zilver   |
| Zwemmen   | Martina Moravcová                     | 100m vlinderslag (v) | Zilver   |
| Kanovaren | Juraj Minčík                          | C-1 slalom (m)       | Goud     |

## Deelnemers en resultaten

### Atletiek
| Olympiër                                                           | Onderdeel             | Resultaat | Prestatie                                                    |
| ------------------------------------------------------------------ | --------------------- | --------- | ------------------------------------------------------------ |
| Marián Vanderka                                                    | 200m (m)              | 53e       | serie 5: 6de in 21,28                                        |
| Štefan Balošák                                                     | 400m (m)              | 44e       | serie 8: 5de in 46,42                                        |
| Igor Kováč                                                         | 110m horden (m)       | DNS       | serie 6: niet gestart                                        |
| Radoslav Holúbek                                                   | 400m horden (m)       | 42e       | serie 7: 7de in 51,18                                        |
| Štefan Balošák Radoslav Holúbek Marcel Lopuchovský Marián Vanderka | 4x400m (m)            | 27e       | serie 4: 6de in 3.09,54                                      |
| Róbert Štefko                                                      | marathon (m)          | DNF       | niet gefinisht                                               |
| Igor Kollár                                                        | 20km snelwandelen (m) | 31e       | 1:26.31                                                      |
| Róbert Valíček                                                     | 20km snelwandelen (m) | 41e       | 1:30.46                                                      |
| Peter Korčok                                                       | 50km snelwandelen (m) | 23e       | 3:58.46                                                      |
| Štefan Malík                                                       | 50km snelwandelen (m) | 20e       | 3:56.44                                                      |
| Peter Tichý                                                        | 50km snelwandelen (m) | 17e       | 3:54.47                                                      |
| Milan Haborák                                                      | kogelstoten (m)       | 11e       | kwalificatie groep B: 3de met 20,00m finale: 11de met 19,06m |
| Mikuláš Konopka                                                    | kogelstoten (m)       | 23e       | kwalificatie groep A: 13de met 18,99m                        |
| Marián Bokor                                                       | speerwerpen (m)       | 27e       | kwalificatie groep B: 13de met 75,49m                        |
| Libor Charfreitag                                                  | kogelslingeren (m)    | 30e       | kwalificatie groep B: 16de met 72,52m                        |
| Miloslav Konopka                                                   | kogelslingeren (m)    | 32e       | kwalificatie groep B: 17de met 70,55m                        |
|                                                                    |                       |           |                                                              |
| Zuzana Blažeková                                                   | 20km snelwandelen (v) | 43e       | 1:44.03                                                      |

### Basketbal
| Olympiër | Onderdeel | Resultaat | Prestatie |
| --- | --------- | --------- | --- |
| Slávka Frniaková Martina Godályová Renáta Hiráková Dagmar Hutková Anna Janoštinová-Kotocová Marcela Kalistová Alena Kováčová Livia Libičová Jana Lichnerová Martina Luptáková Katarína Poláková Zuzana Žirková | vrouwen   | 7e        | groep A: 4de V van Brazilië: 60-76 V van Frankrijk: 51-58 V van Australië: 47-70 W van Canada: 68-56 W van Zweden: 68-32 kwartfinale: V van Verenigde Staten: 43-58 7-8ste plek: W van Polen: 64-57 |

| Groep A |           |             |             |             |        |        |        |        |
| #       | Land      | Wedstrijden | Wedstrijden | Wedstrijden | Punten | Punten | Punten | Punten |
| #       | Land      | G           | W           | V           | V      | T      | Saldo  | Punten |
| 1       | Australië | 5           | 5           | 0           | 394    | 274    | +120   | 10     |
| 2       | Frankrijk | 5           | 4           | 1           | 338    | 287    | +51    | 9      |
| 3       | Brazilië  | 5           | 2           | 3           | 358    | 353    | +5     | 7      |
| 4       | Slowakije | 5           | 2           | 3           | 294    | 282    | +12    | 7      |
| 5       | Canada    | 5           | 2           | 3           | 313    | 317    | -4     | 7      |
| 6       | Zweden    | 5           | 0           | 5           | 199    | 383    | -184   | 5      |

| Ronde        | Datum  | Plaats           | Land  | Score     | Land |
| ------------ | ------ | ---------------- | ----- | --------- | ---- |
| Groepsfase   |        |                  |       |           |      |
| 16 september | Sydney | Brazilië         | 76-60 | Slowakije |      |
| 18 september | Sydney | Frankrijk        | 58-51 | Slowakije |      |
| 20 september | Sydney | Australië        | 70-47 | Slowakije |      |
| 22 september | Sydney | Slowakije        | 68-56 | Canada    |      |
| 24 september | Sydney | Slowakije        | 82-48 | Zweden    |      |
| Kwartfinale  |        |                  |       |           |      |
| 27 september | Sydney | Verenigde Staten | 58-43 | Slowakije |      |
| 7-8ste plek  |        |                  |       |           |      |
| 29 september | Sydney | Slowakije        | 64-57 | Zweden    |      |

### Gewichtheffen
| Olympiër        | Onderdeel | Resultaat | Prestatie                                                      |
| --------------- | --------- | --------- | -------------------------------------------------------------- |
| Dagmar Daneková | -58kg (v) | 9e        | trekken: 11de met 82,5kg stoten: 9de met 105kg totaal: 187,5kg |

### Gymnastiek
| Olympiër        | Onderdeel                | Resultaat | Prestatie |
| --------------- | ------------------------ | --------- | --- |
| Zuzana Sekerová | individuele meerkamp (v) | 58e       | kwalificatie: 58ste balk: 30ste met 9,462 punten brug: 65ste met 9,087 punten sprong: 76ste met 8,743 punten vloer: 80ste met 7,325 punten |

### Judo
| Olympiër       | Onderdeel | Resultaat | Prestatie |
| -------------- | --------- | --------- | --- |
| Marek Matuszek | -60kg (m) | 13e       | 1ste ronde: W van ARM Voskanyan: ippon 2de ronde: W van TUR Ayed: ippon kwartfinale: V van JPN Nomura: ipppon herkansingen: vrij herkansingen 2: V van USA Greczkowski: ippon |

### Kanovaren
| Olympiër                                              | Onderdeel     | Resultaat | Prestatie |
| Slalom                                                | Slalom        | Slalom    | Slalom |
| ----------------------------------------------------- | ------------- | --------- | --- |
| Michal Martikán                                       | C-1 (m)       | Zilver    | kwalificatie: 1ste run 1: 1ste in 128,69 run 2: 5de in 134,00 totaal: 262,69 finale: 2de run 1: 5de in 119,17 run 2: 1ste in 114,59 totaal: 233,76    |
| Juraj Minčík                                          | C-1 (m)       | Brons     | kwalificatie: 4de run 1: 4de in 133,88 run 2: 3de in 133,28 totaal: 267,16 finale: 3de run 1: 2de in 117,55 run 2: 4de in 116,87 totaal: 234,22       |
| Pavol Hochschorner Peter Hochschorner                 | C-2 (m)       | Goud      | kwalificatie: 1ste run 1: 1ste in 132,64 run 2: 2de in 136,49 totaal: 269,13 finale: 1ste run 1: 1ste in 121,01 run 2: 1ste in 116,73 totaal: 237,74  |
| Peter Nagy                                            | C-1 (m)       | 12e       | kwalificatie: 12de run 1: 12de in 129,48 run 2: 14de in 132,68 totaal: 262,16 finale: 12de run 1: 13de in 117,66 run 2: 14de in 116,37 totaal: 234,03 |
|                                                       |               |           | |
| Elena Kaliská                                         | K-1 (v)       | 4e        | kwalificatie: 1ste run 1: 1ste in 141,58 run 2: 2de in 143,32 totaal: 284,90 finale: 4de run 1: 5de in 126,68 run 2: 5de in 129,27 totaal: 255,95     |
| Gabriela Stacherová                                   | K-1 (v)       | 11e       | kwalificatie: 5de run 1: 6de in 148,55 run 2: 6de in 146,38 totaal: 294,93 finale: 11de run 1: 11de in 134,02 run 2: 11de in 134,61 totaal: 268,63    |
| Vlakwater                                             |               |           | |
| Slavomír Kňazovický                                   | C-1 500m (m)  | 5e        | serie 1: 3de in 1.52,146 finale: 5de in 2.29,613 |
| Peter Páleš                                           | C-1 1000m (m) | 9e        | serie 1: 3de in 3.58,036 finale: 9de in 4.03,091 |
| Ján Kubica Mário Ostrčil                              | C-2 500m (m)  | 14e       | serie 2: 7de in 1.47,934 halve finale: 8ste in 1.48,749                                                                                               |
| Ján Kubica Mário Ostrčil                              | C-2 1000m (m) | 11e       | serie 1: 5de in 3.40,865 halve finale: 5de in 3.45,636                                                                                                |
| Róbert Erban                                          | K-1 500m (m)  | 15e       | serie 1: 4de in 1.43,109 halve finale 2: 6de in 1.45,300                                                                                              |
| Rastislav Kužel                                       | K-1 1000m (m) | 16e       | serie 2: 3de in 3.38,893 halve finale 2: 5de in 3.42,203                                                                                              |
| Juraj Bača Michal Riszdorfer                          | K-2 500m (m)  | 10e       | serie 2: 2de in 1.32,026 halve finale 2: 4de in 1.31,484                                                                                              |
| Juraj Bača Michal Riszdorfer                          | K-2 1000m (m) | 6e        | serie 1: 3de in 3.16,854 finale: 6de in 3.18,325 |
| Róbert Erban Richard Riszdorfer Juraj Tarr Erik Vlček | K-4 1000m (m) | 4e        | serie 2: 2de in 3.00,955 finale: 4de in 2.57,696 |
|                                                       |               |           | |
| Marcela Erbanová                                      | K-1 500m (v)  | 14e       | serie 1: 6de in 1.55,782 halve finale: 8ste in 1.59,472                                                                                               |

### Roeien
| Olympiër  | Onderdeel | Resultaat | Prestatie |
| --------- | --------- | --------- | --- |
| Ján Žiška | skiff (m) | 10e       | serie 2: 4de in 7.26,21 herkansingen: 2de in 7.14,31 halve finale 2: 5de in 7.26,51 finale B: 4de in 7.06,96 |

### Schietsport
| Olympiër          | Onderdeel                  | Resultaat | Prestatie                                                                       |
| ----------------- | -------------------------- | --------- | ------------------------------------------------------------------------------- |
| Jozef Gönci       | 10m luchtgeweer (m)        | 11e       | kwalificatie: 11de met 590 punten (97-97-99-100-98-99)                          |
| Jozef Gönci       | 50m geweer 3 houdingen (m) | 8e        | kwalificatie: 8ste met 1165 punten (399-390-376) finale: 8ste met 1261,3 punten |
| Jozef Gönci       | 50m geweer liggend (m)     | DNS       | kwalificatie: niet gestart                                                      |
| Ján Fabo          | 50m pistool (m)            | 27e       | kwalificatie: 27ste met 548 punten (89-92-91-88-91-97)                          |
| Ján Fabo          | 10m luchtpistool (m)       | 17e       | kwalificatie: 17de met 576 punten (97-98-95-97-95-94)                           |
|                   |                            |           |                                                                                 |
| Andrea Stranovská | skeet (v)                  | 13e       | kwalificatie: 13de met 67 punten (22-22-23)                                     |

### Synchroonzwemmen
| Olympiër                      | Onderdeel        | Resultaat | Prestatie                                                                          |
| ----------------------------- | ---------------- | --------- | ---------------------------------------------------------------------------------- |
| Lívia Allárová Lucia Allárová | 100m rugslag (m) | 24e       | technische routine: 24ste met 28,187 punten vrije routine: 24ste met 80,013 punten |

### Tennis
| Olympiër                          | Onderdeel       | Resultaat | Prestatie |
| --------------------------------- | --------------- | --------- | --- |
| Dominik Hrbatý                    | enkelspel (m)   | 33e       | 1ste ronde: V van CRO Ljubičić: 1-6, 6-1, 3-6 |
| Karol Kučera                      | enkelspel (m)   | 17e       | 1ste ronde: W van GBR Henman: 6-3, 6-2 2de ronde: V van SUI Federer: 4-6, 6-7                                                                               |
| Dominik Hrbatý Karol Kučera       | rdubbelspel (m) | 5e        | 1ste ronde: W van JPN Iwabuchi/Shimada: 6-4, 6-3 2de ronde: W van ITA Bertolini/Brandi: 6-4, 6-7, 6-3 kwartfinale: V van AUS Woodbridge/Woodforde: 6-7, 4-6 |
|                                   |                 |           | |
| Karina Habšudová                  | enkelspel (v)   | 9e        | 1ste ronde: W van SLO Srebotnik: 6-3, 7-6 2de ronde: W van ESP Martínez: 1-6, 6-0, 6-4 3de ronde: V van RUS Dementieva: 2-6, 1-6                            |
| Henrieta Nagyová                  | enkelspel (v)   | 33e       | 1ste ronde: V van USA V Williams: 2-6, 2-6 |
| Karina Habšudová Janette Husárová | rdubbelspel (v) | 9e        | 1ste ronde: W van KOR Cho/Park: 7-5, 6-7, 6-4 2de ronde: V van BEL Callens/Monami: 3-6, 2-6                                                                 |

### Voetbal
| Olympiër | Onderdeel | Resultaat | Prestatie                                                                |
| --- | --------- | --------- | ------------------------------------------------------------------------ |
| Miroslav Barčík Marián Čisovšký Kamil Čontofalský Juraj Czinege Miroslav Drobňák Peter Hlinka Karol Kisel Radoslav Král Miloš Krško Peter Lérant Marek Mintál Martin Lipčák Michal Pančík Martin Petráš Andrej Porázik Ján Šlahor Andrej Šupka Martin Vyskoč | mannen    | 13e       | groep D: 4de V van Brazilië: 1-3 V van Japan: 1-2 W van Zuid-Afrika: 2-1 |

| Groep D |             |             |             |             |             |            |            |            |        |
| #       | Land        | Wedstrijden | Wedstrijden | Wedstrijden | Wedstrijden | Doelpunten | Doelpunten | Doelpunten | Punten |
| #       | Land        | G           | W           | G           | V           | V          | T          | Saldo      | Punten |
| 1       | Brazilië    | 3           | 2           | 0           | 1           | 5          | 4          | +1         | 6      |
| 2       | Japan       | 3           | 2           | 0           | 1           | 4          | 3          | +1         | 6      |
| 3       | Zuid-Afrika | 3           | 1           | 0           | 2           | 5          | 5          | 0          | 3      |
| 4       | Slowakije   | 3           | 1           | 0           | 2           | 4          | 6          | -2         | 3      |

| Ronde        | Datum    | Plaats    | Land | Score       | Land |
| ------------ | -------- | --------- | ---- | ----------- | ---- |
| Groepsfase   |          |           |      |             |      |
| 14 september | Brisbane | Brazilië  | 3-1  | Slowakije   |      |
| 17 september | Canberra | Slowakije | 1-2  | Japan       |      |
| 20 september | Canberra | Slowakije | 2-1  | Zuid-Afrika |      |

### Waterpolo
| Olympiër | Onderdeel | Resultaat | Prestatie |
| --- | --------- | --------- | --- |
| Karol Bačo Sergej Charin Milan Cipov István Gergely Michal Gogola Gejza Gyurcsi Jozef Hrošík Róbert Káid Martin Mravík Alexander Nagy Peter Nižný Peter Veszelits Juraj Zaťovič | mannen    | 12e       | groep A: 6de V van Italië: 8-11 V van Spanje: 6-7 V van Australië: 6-11 V van Kazachstan: 5-9 V van Rusland: 5-21 groep 9-12de plek: 4de V van Nederland: 8-9 V van Kazachstan: 8-11 V van Griekenland: 8-12 |

| Groep A |            |             |             |             |             |        |        |        |        |
| #       | Land       | Wedstrijden | Wedstrijden | Wedstrijden | Wedstrijden | Punten | Punten | Punten | Punten |
| #       | Land       | G           | W           | G           | V           | V      | T      | Saldo  | Punten |
| 1       | Rusland    | 5           | 4           | 1           | 0           | 51     | 28     | +23    | 9      |
| 2       | Italië     | 5           | 4           | 1           | 0           | 42     | 32     | +9     | 9      |
| 3       | Spanje     | 5           | 2           | 1           | 2           | 32     | 34     | -2     | 5      |
| 4       | Australië  | 5           | 1           | 2           | 2           | 38     | 36     | +2     | 4      |
| 5       | Kazachstan | 5           | 1           | 1           | 3           | 41     | 46     | -5     | 3      |
| 6       | Slowakije  | 5           | 0           | 0           | 5           | 30     | 59     | -29    | 0      |

| Ronde        | Datum  | Plaats     | Land | Score     | Land |
| ------------ | ------ | ---------- | ---- | --------- | ---- |
| Groepsfase   |        |            |      |           |      |
| 23 september | Sydney | Slowakije  | 8-11 | Italië    |      |
| 24 september | Sydney | Spanje     | 7-6  | Slowakije |      |
| 25 september | Sydney | Slowakije  | 6-11 | Australië |      |
| 26 september | Sydney | Kazachstan | 9-5  | Slowakije |      |
| 27 september | Sydney | Slowakije  | 5-21 | Rusland   |      |

| Groep 9-12e plek |             |             |             |             |             |        |        |        |        |
| #                | Land        | Wedstrijden | Wedstrijden | Wedstrijden | Wedstrijden | Punten | Punten | Punten | Punten |
| #                | Land        | G           | W           | G           | V           | V      | T      | Saldo  | Punten |
| 1                | Kazachstan  | 3           | 2           | 1           | 0           | 23     | 18     | +5     | 5      |
| 2                | Griekenland | 3           | 1           | 2           | 0           | 24     | 20     | +4     | 4      |
| 3                | Nederland   | 3           | 1           | 1           | 1           | 19     | 20     | -1     | 3      |
| 4                | Slowakije   | 3           | 0           | 0           | 3           | 24     | 32     | -8     | 0      |

| Ronde        | Datum  | Plaats    | Land | Score       | Land |
| ------------ | ------ | --------- | ---- | ----------- | ---- |
| Groepsfase   |        |           |      |             |      |
| 29 september | Sydney | Slowakije | 8-9  | Griekenland |      |
| 30 september | Sydney | Nederland | 11-8 | Slowakije   |      |
| 1 oktober    | Sydney | Slowakije | 8-12 | Griekenland |      |

### Wielersport
| Olympiër                                 | Onderdeel        | Resultaat | Prestatie                                                                 |
| Baan                                     | Baan             | Baan      | Baan                                                                      |
| ---------------------------------------- | ---------------- | --------- | ------------------------------------------------------------------------- |
| Ján Lepka                                | sprint (m)       | 13e       | kwalificatie: 10de in 10,530 1ste ronde: V van AUS Hill herkansingen: 2de |
| Jaroslav Jeřábek                         | keirin (m)       | 13e       | 1ste ronde: 5de herkansingen: 3de                                         |
| Peter Bazálik Ján Lepka Jaroslav Jeřábek | teamsprint (m)   | 6e        | kwalificatie: 7de in 45,659 1ste ronde: V van Groot-Brittannië: 45,523    |
| Weg                                      |                  |           |                                                                           |
| Roman Broniš                             | wegwedstrijd (m) | DNF       | niet gefinisht                                                            |
| Milan Dvorščík                           | wegwedstrijd (m) | 87e       | 5:51.53                                                                   |
| Róbert Nagy                              | wegwedstrijd (m) | 90e       | 5:52.47                                                                   |
| Martin Riška                             | wegwedstrijd (m) | DNF       | niet gefinisht                                                            |

### Worstelen
| Olympiër        | Onderdeel   | Resultaat   | Prestatie                                                                             |
| Vrije stijl     | Vrije stijl | Vrije stijl | Vrije stijl                                                                           |
| --------------- | ----------- | ----------- | ------------------------------------------------------------------------------------- |
| Andrej Fašánek  | -58kg (m)   | 16e         | groep 3: 3de V van PRK Ri: 1-3 V van GEO Pogosian: 1-3                                |
| Štefan Fernyák  | -63kg (m)   | 8e          | groep 6: 3de V van AZE Əfəndiyev: 1-3 W van AUS Ilhan: 4-0 V van KOR Jae-Sung: 1-4    |
| Radion Kertanti | -76kg (m)   | 15e         | groep 6: 4de V van GER Leipold: 0-3 V van MKD Gadzhikhanov: 1-3 V van CUB Romero: 1-3 |
| Peter Pecha     | -130kg (m)  | 16e         | groep 5: 3de V van GER Thiele: 0-4 V van RUS Musulbes: 0-4                            |

### Zeilen
| Olympiër      | Onderdeel   | Resultaat | Prestatie                                      |
| ------------- | ----------- | --------- | ---------------------------------------------- |
| Patrik Pollák | mistral (m) | 26e       | 188 punten: (11-20-27-26-17-24-25-27-21-17-30) |

### Zwemmen
| Olympiër          | Onderdeel            | Resultaat | Prestatie                                                                          |
| ----------------- | -------------------- | --------- | ---------------------------------------------------------------------------------- |
| Miroslav Machovič | 100m rugslag (m)     | 28e       | serie 4: 5de in 56,95                                                              |
| Miroslav Machovič | 200m rugslag (m)     | 31e       | serie 3: 6de in 2.04,73                                                            |
|                   |                      |           |                                                                                    |
| Martina Moravcová | 50m vrije slag (v)   | 5e        | serie 10: 3de in 25,39 (NR) halve finale 2: 4de in 25,49 finale: 5de in 25,24 (NR) |
| Ivana Walterová   | 50m vrije slag (v)   | 30e       | serie 7: 5de in 26,23                                                              |
| Martina Moravcová | 100m vrije slag (v)  | 5e        | serie 6: 2de in 55,42 halve finale 1: 2de in 55,06 finale: 5de in 54,72            |
| Martina Moravcová | 200m vrije slag (v)  | Zilver    | serie 4: 3de in 2.00,46 halve finale 1: 1ste in 1.59,75 finale: 2de in 1.58,32     |
| Jana Korbasová    | 200m rugslag (v)     | 27e       | serie 2: 5de in 2.19,37 (NR)                                                       |
| Jana Korbasová    | 100m vlinderslag (v) | Zilver    | serie 6: 2de in 58,95 halve finale 1: 2de in 58,49 finale: 2de in 57,97 (NR)       |
| Jana Korbasová    | 400m wisselslag (v)  | 24e       | serie 1: 2de in 4.59,05                                                            |

Albanië · Algerije · Amerikaanse Maagdeneilanden · Amerikaans-Samoa · Andorra · Angola · Antigua en Barbuda · Argentinië · Armenië · Aruba · Australië · Azerbeidzjan · Bahama's · Bahrein · Bangladesh · Barbados · België · Belize · Benin · Bermuda · Bhutan · Bolivia · Bosnië en Herzegovina · Botswana · Brazilië · Britse Maagdeneilanden · Brunei · Bulgarije · Burkina Faso · Burundi · Cambodja · Canada · Centraal-Afrikaanse Republiek · Chili · China · Chinees Taipei · Colombia · Comoren · Congo-Brazzaville · Congo-Kinshasa · Cookeilanden · Costa Rica · Cuba · Cyprus · Denemarken · Djibouti · Dominica · Dominicaanse Republiek · Duitsland · Ecuador · Egypte · El Salvador · Equatoriaal-Guinea · Eritrea · Estland · Ethiopië · Fiji · Filipijnen · Finland · Frankrijk · Gabon · Gambia · Georgië · Ghana · Grenada · Griekenland · Groot-Brittannië · Guam · Guatemala · Guinee · Guinee‑Bissau · Guyana · Haïti · Honduras · Hongarije · Hongkong · Ierland · IJsland · India · Indonesië · Irak · Iran · Israël · Italië · Ivoorkust · Jamaica · Japan · Jemen · Joegoslavië · Jordanië · Kaaimaneilanden · Kaapverdië · Kameroen · Kazachstan · Kenia · Kirgizië · Koeweit · Kroatië · Laos · Lesotho · Letland · Libanon · Liberia · Libië · Liechtenstein · Litouwen · Luxemburg · Macedonië · Madagaskar · Malawi · Malediven · Maleisië · Mali · Malta · Marokko · Mauritanië · Mauritius · Mexico · Micronesië · Moldavië · Monaco · Mongolië · Mozambique · Myanmar · Namibië · Nauru · Nederland · Nederlandse Antillen · Nepal · Nicaragua · Nieuw-Zeeland · Niger · Nigeria · Noord-Korea · Noorwegen · Oeganda · Oekraïne · Oezbekistan · Oman · Oostenrijk · Pakistan · Palau · Palestina · Panama · Papoea-Nieuw-Guinea · Paraguay · Peru · Polen · Portugal · Puerto Rico · Qatar · Roemenië · Rusland · Rwanda · Saint Kitts en Nevis · Saint Lucia · Saint Vincent en Grenadines · Salomonseilanden · Samoa · San Marino ·  Sao Tomé en Principe · Saoedi-Arabië · Senegal · Seychellen · Sierra Leone · Singapore · Slovenië · Slowakije · Soedan · Somalië · Spanje · Sri Lanka · Suriname · Swaziland · Syrië · Tadzjikistan · Tanzania · Thailand · Togo · Tonga · Trinidad en Tobago · Tsjaad · Tsjechië · Tunesië · Turkije · Turkmenistan · Uruguay · Vanuatu · Venezuela · Verenigde Arabische Emiraten · Verenigde Staten · Vietnam · Wit-Rusland · Zambia · Zimbabwe · Zuid-Afrika · Zuid-Korea · Zweden · Zwitserland · Individuele olympische atleten